# ميدالية أولمبية
الميدالية الأولمبية أو الوسام الاولمبي أو القلادة الأولمبية (بالإنكيزية: olympic medal، بالفرنسية: médaille olympique) هي جائزة تُمنح للمنافسين الناجحين في الألعاب الأولمبية. يوجد ثلاث فئات للاوسمة هي: الميدالية الذهبيه وتمنح للفائز في المرتبة الأولى، تليها الفضية، تمنح لمن يحل ثانيا والبرونزية تمنح لمن يحل ثالثا. وهناك قواعد محددة لمنح هذه الاوسمة  وضعت بالتفصيل في بروتوكولات الألعاب الأولمبية.
اختلفت تصاميم الاوسمة الالمبية بشكل كبير عبر تاريخ دورات الألعاب الأولمبية التي ابدأت عام 1896، وخاصة من حية الحجم والوزن. فتصميم وجه الميدالية صمم عام 1928 وبقي لسنوات عديدة حتى استبدل في عام 2004 ألعاب نتيجة الجدل الدائر حول استخدام كولوسيوم روماني بدلا من رسم يمثل الألعاب اليونانية التي كانت أول من أطلق الألعاب الاولمبية. اما بالنسبة لتصميم ميداليات الألعاب الأولمبية الشتوية فكانت دائمة الاختلاف فيما عدى رسم لندف الثلج التي ظهر في كل التصاميم.
بالإضافة للميداليات، تقوم بعض الدول بدعم رياضيها الأولمبيين بت قديم مبالغ من المال والعطايا على الفائزين بميدالية وذلك بحسب فئة الرياضة وعدد الميداليات التي فاز بها الرياضي.

## الإنتاج والتصميم
اللجنة الالومبية العالمية هي الجهة التي تحدد مواصفات الميداليات والتي توافق على التصميم النهائي بالتفاوض مع اللجنة الالمبية المحلية للدولة التي تستضيف الألعاب. وهناك قواعد صارمة لا يمكن تجاوزها منها
- المستفيدين: يحصل على ميدالية أفضل ثلاث منافسين.
- الشكل: عادة دائري، ويضم حلقة لربط سلسلة أو شريط لحمل الميدالية.
- القطر: لا تقل عن 60 مم.
- السُمك: 3 مم كحد أدنى.
- المواد:
  - ميالية المركز الأول (الميدالية الذهبية): تتكون من الفضة بنقاوة 925. مطلية بـ 6 غرامات من الذهب.
  - المركز الثاني (الميدالية الفضة): تتكون من الفضة بنقاوة 925.[3]
  - المركز الثالث (الميدالية برونزية): يصنع في الغالب من مزيج من النحاس مع القصدير والزنك. وصلت قيمة المعادن المستعملة في دورة الولايات المتحدة لعام 2010 إلى 3 دولارات اميركية.[4]
- تفاصيل الحدث: يجب ذكر اللعبة التي فاز بها الرياضي على الميدالية.

### تصميم التريونفو
في عام 1923 أطلقت اللجنة الأولمبية الدولية (IOC) مسابقة لتقديم أفضل تصميم لميداليات الألعاب الأولمبية الصيفية. وفي عام 1928، أعلن فوز تصميم جوزيبي كاسيولي الذي سماه «تريونفو» (بالإيطالية: trionfo، وتعني النصر). يظهر على الوجه رسم يركز على الإله نيكه (اله الانتصار اليوناني) حاملا عقد تاج النصر وسعف نخلة وبخلفه الكولوسيوم تُركت مساحة فارغة في أعلى الميدالية لكتابة اسم مستضيف الألعاب ورقم الألعاب بالرومانية. اما خلفية الميدالية فتظهر جموع تحمل فائزا على الاكتاف.واستعملت لأول مرة ى في دورة الألعاب الأولمبية الصيفية لعام 1928 في أمستردام. استخدم هذا التصميم لمدة 40 عاما حتى استبدل عام 1972 الألعاب الأولمبية الصيفية في ميونيخ بتصميم مختلف للوجه الآخر من الميدالية.

## تفاصيل تصاميم الميداليات بحسب الدورات

### تصاميم ميداليات الألعاب الأولمبية الصيفية
تفاصيل ميداليات في كل من دورات الألعاب الأولمبية الصيفية:
| 1896 | أثينا، اليونان                | الوجه: زوس حاملا نيكه الخلف: الاكروبوليس | جول كليمانت شابلان                             | دار سك باريس                         | 48      | 3.8  | 047     |   |      |                |                                                                                          |             |    |   |     |
| 1900 | باريس, فرنسا                  | الوجه: الهة مجنحة حاملة قوس الغار ومن ورائها باريس الخلف: رياضي فائز حاملا قوس الغار ومن ورائه الاكروبوليس. ملاحظة: الميدالية الوحيدة التي لم تأخذ شكلا دائريا.            | فريدري فيرنون                                  | دار سك باريس                         | 59 x 41 | 3.2  | 053     |   |      |                |                                                                                          |             |    |   |     |
| 1904 | سانت لويس، الولايات المتحدة   | الوجه: نيكة حاملا إكليل غار وسعفة نخيل الخلف: رياضي يحمل إكليل غار وبخلفية معبد إغريقي                                                                                     | دييغس وكلاست                                   | دييغس وكلاست                         | 37.8    | 3.5  | 021     |   |      |                |                                                                                          |             |    |   |     |
| 1908 | لندن، بريطانيا العظمى         | الوجه: رياضي يستلم إكليل الغار من فتاتين الخلف: مار جريس على صهوة حصان الحواف: اسم الدورة واسم الفائز                                                                      | بيرترام ماكينيل                                | فويتون اند صانز                      | 33      | 4.4  | 021     |   |      |                |                                                                                          |             |    |   |     |
| 1912 | ستوكهولم، السويد              | الوجه: رياضي يستلم إكليل الغار من فتاتين الخلف: رسول يفتتح الدورة وتمثال لبيهر هنريك لينغ بالخلف                                                                           | بيرترام ماكينيل (الوجه) إيريك ليندبيرع (الخلف) | سي سي سبورنغ وشركاه                  | 33.4    | 1.5  | 024     |   |      |                |                                                                                          |             |    |   |     |
| 1920 | أنتويرب، بلجيكا               | الوجه: رياضي يحمل إكليل غار وسعفة نخيل الخلف: تمثال سيلفيوس برابو الحافة: اسم، الدورة، الفريق، "انتويرب" وتاريخ الدورة                                                     | جوزيه دوبون                                    | كووسمانز                             | 59      | 4.4  | 079     |   |      |                |                                                                                          |             |    |   |     |
| 1924 | باريس، فرنسا                  | الوجه: رياضي يساعد لاعب على النهوض الخلف: قيثارة وادوات رياضية أخرى | آندريه ريفو                                    | دار سك باريس                         | 55      | 4.8  | 079     |   |      |                |                                                                                          |             |    |   |     |
| 1928 | أمستردام، هولندا              | تصميم تريونفو | غيوسيب كاسيولي                                 | دار السك الهولندي الحكومي            | 55      | 3    | 066     |   |      |                |                                                                                          |             |    |   |     |
| 1932 | لوس أنجيليس، الولايات المتحدة | تصميم تريونفو | غيوسيب كاسيولي                                 | وايتهد أند هووغ                      | 55.3    | 5.7  | 096     |   |      |                |                                                                                          |             |    |   |     |
| 1936 | برلين، ألمانيا                | تصميم تريونفو | غيوسيب كاسيولي                                 | بي آتش ماير                          | 55      | 5    | 071     |   |      |                |                                                                                          |             |    |   |     |
| 1948 | لندن، بريطانيا العظمى         | تصميم تريونفو | غيوسيب كاسيولي                                 | جون بينشز                            | 51.4    | 5.1  | 060     |   |      |                |                                                                                          |             |    |   |     |
| 1952 | هلسنكي، فنلندا                | تصميم تريونفو | غيوسيب كاسيولي                                 | كولتاكيسكوس أوي                      | 51      | 4.8  | 046.5   |   |      |                |                                                                                          |             |    |   |     |
| 1956 | ملبورن، أستراليا              | تصميم تريونفو | غيوسيب كاسيولي                                 | كي جي لوك                            | 51      | 4.8  | 068     |   |      |                |                                                                                          |             |    |   |     |
| 1960 | روما، إيطاليا                 | تصميم تريونفو | غيوسيب كاسيولي                                 | اوتستسي فيورتيني                     | 68      | 6.5  | 211     |   |      |                |                                                                                          |             |    |   |     |
| 1964 | طوكيو، اليابان                | تصميم تريونفو | غيوسيب كاسيولي و توشيكاكا كوشيبا               | دار السك الياياني                    | 60      | 7.5  | 062     |   |      |                |                                                                                          |             |    |   |     |
| 1968 | ميكسيكو سيتي، المكسيك         | تصميم تريونفو | غيوسيب كاسيولي                                 | 60                                   | 6       | 130  |         |   |      |                |                                                                                          |             |    |   |     |
| 1972 | ميونيخ، ألمانيا               | الوجه: تصميم تريونفو الخلف: توأمي زوس، كاستور وبوبلكس مع ليديا. الحواف: اسم الفائز واسم اللعبة                                                                             | غيوسيب كاسيولي (الوجه) غيرهارد ماركس (الخلف)   | دار سك بافاريا                       | 66      | 6.5  | 102     |   |      |                |                                                                                          |             |    |   |     |
| 1976 | مونتريال، كندا                | الوجه: تصميم تريونفو الخلف: قوس الغار وشعار العاب مونتريال الحواف: اسم اللعبة                                                                                              | غيوسيب كاسيولي (الوجه)                         | دارالسك الملكي                       | 60      | 5.8  | 154     |   |      |                |                                                                                          |             |    |   |     |
| 1980 | موسكو، روسيا                  | الوجه: تصميم تريونفو الخلف: الشعلة الاولمبية وشعار الدورة | غيوسيب كاسيولي (الوجه) إليا بوستل (الخلف)      | دار سك موسكو                         | 60      | 6.8  | 125     |   |      |                |                                                                                          |             |    |   |     |
| 1984 | لوس أنجلوس، الولايات المحدة   | الوجه: تصميم تريونفو الخلف: بطل رياضي محمول على الأكف. | غيوسيب كاسيولي                                 | جوستنس إنك                           | 60      | 7.9  | 141     |   |      |                |                                                                                          |             |    |   |     |
| 1988 | سيئول، كوريا الجنوبية         | الوجه: تصميم تريونفو الخلف: حمامة تحمل الغار وشعار الدورة. | غيوسيب كاسيولي (الوجه)                         | شرك كوريا لسك النقود والأوراق الأمنة | 60      | 7    | 152     |   |      |                |                                                                                          |             |    |   |     |
| 1992 | برشلونة، اسبانيا              | الوجه: تصميم تريونفو مطور خلف: شعار الدورة | خافيير كوربيرو                                 | دار السك الملكي الإسباني             | 70      | 9.8  | 231     |   |      |                |                                                                                          |             |    |   |     |
| 1996 | أطلنتا، الولايات المتحدة      | الوجه: تصميم تريونفو مطور الخلف: غصن زيتون وشعار الدولة والألعاب المئوية الحواف: لجنة اطلنتا للألعاب الأولمبية.                                                            | مالكوم غرير للتصاميم                           | ريد آند بارتون                       | 70      | 5    | 181     |   |      |                |                                                                                          |             |    |   |     |
| 2000 | سيدني، استراليا               | الوجه: تصميم تريونفو مطور الخلف: دار الأوبرا في سيدني، الشعلة والحلقات الأولمبية الحواف: اسم الدورة.                                                                       | ويسيش بيترانيك                                 | دار سك النقود الملكي الأسترالي       | 68      | 5    | 180     | - | 2004 | أثينا، اليونان | الوجه: نيكه واستاد باناثينيكو بالخلفية. الخلف: الشعلة الألمبية ونشيد الدورة وشعار الدورة | إلينا فوستي | 60 | 5 | 135 |
| 2008 | بيجينغ، الصين                 | الوجه: نيكه واستاد باناثينيكو بالخلفية الخلف: حلقة من الجود مع شعار الدورة. الحواف: تفصيل اللعبة.                                                                          | زجسياو يونغ                                    | المؤسسة الصينية لطبع وسك النقود      | 70      | 6    | 200     |   |      |                |                                                                                          |             |    |   |     |
| 2012 | لندن، المملكة المتحدة         | الوجه: نيكه واستاد باناثينيكو بالخلفية الخلف: نهر الثايمس وشعار الدورة مع خطوط مائلة في الخلف                                                                              | دايفيد واتكنز                                  | دار سك العملة الملكي                 | 85      | 8–10 | 357–412 |   |      |                |                                                                                          |             |    |   |     |
| 2016 | ريو دو جينيرو، البرازيل       | لوجه: نيكه واستاد باناثينيكو بالخلفية الخلف: شعار الدورة محاط باكليل الغار الحواف: اسم اللعبة محفورة باللايزر. ملاحظة: هي أول ميدالية محدودبة إذ أن وسطها اسمك من الحواف . | كازا دي مودا دي برازيل                         | 85                                   | 6-11    | 500  |         |   |      |                |                                                                                          |             |    |   |     |

### تصاميم ميداليات الألعاب الأولمبية الشتوية
تفاصيل ميداليات في كل من دورات الألعاب الأولمبية الشتوية:
| السنة | المستضيف                         | التفاصيل | المصمم                                  | المُصنّع                                   | القطر (ملم)  | السماكة (ملم) | الوزن (غ)     | صورة |
| ----- | -------------------------------- | --- | --------------------------------------- | ---------------------------------------- | ------------ | ------------- | ------------- | ---- |
| 1924  | شاموني، فرنسا                    | الوجه: متزلج حاملا الزلاجات والسكي مع اسم الدورة الخلف: معلومات عن اللعبة | راوول برنارد                            | دار سكوك باريس                           | 055          | 04            | 075           |      |
| 1928  | سان موريتز، سويسرا               | الوجه: متزلج يحيطه ندف الثلوج الخلف: أعصان زيتون مع اسم المستضيف | أرنولد هنروادل                          | هوقينين إخوان                            | 050.4        | 03            | 051           |      |
| 1932  | ليك بلاسيد، الولايات المتحدة     | الوجه: نيكه مع خلفية لجبال آديرونداك الخلف: قوس غار مع اسم المستضيف الشكل: دائري بحواف غير مستقيمة |                                         | شركة روبنز                               | 055          | 03            | 051           |      |
| 1936  | غاميش-باتنكيرشن، ألمانيا         | الوجه: نيكه على صهوة عربة يجرها حصان يعبر تحت قوس فوق عدة رياضة شتوية. الخلف: دوائر أولمبية كبيرة. | ريتشارد كلاين                           | ديشلر أند صن                             | 100          | 04            | 324           |      |
| 1948  | سان موريتز، سويسرا               | الوجه: الشعلة الألومبية يحيطها ندف الثلوج ونحوت شعار الدورة: Citius, Altius, Fortius الخلف: ندف الثلوج ومعلومات حول المضيف.                                                                                     | بول أندري دروز                          | هوقينين إخوان                            | 060.2        | 03.8          | 103           |      |
| 1952  | أوسلو، النرويج                   | الوجه: الشعلة الألومبية يحيطها ندف الثلوج ونحوت شعار الدورة: Citius, Altius, Fortius الخلف: رسم تخطيطي لمدينة أوسلو وثلاث ندف ثلج ومعلومات عن المضيف                                                            | فاسوس فاليريوس وكنوت إيفان              | ثي مارثيسن                               | 070          | 03            | 137.5         |      |
| 1956  | كورتينا دامبيتزرو، إيطاليا       | الوجه: المراءة المثالية ومعلومات عن المضيف. الخلف: ندفة ثلج كبيرة مع بيغمانيون بالخلفية وشعار الدورة: Citius, Altius, Fortius، ومعلومات حول المضيف                                                              | كوستانتينو آفر                          | لوريولي إخوان                            | 060.2        | 03            | 120.5         |      |
| 1960  | سكوو فالي، الولايات المتحدة      | الوجه: رأسَي رجل وامراءة يحيطهما معلومات عن الدورة. الخلف: دوائر أولمبية كبيرة مع شعار الدورة: Citius, Altius, Fortius واسم اللعبة.                                                                              | هيرف جونس                               | شركة هيرف جونز                           | 055.3        | 04.3          | 095           |      |
| 1964  | إنسبورك، النمسا                  | الوجه: جبال تورلوف و"Innsbruck 1964", و"Torlauf" الخلف: الدوائر الأولمبية فوق شعار إنسبورك يحيطهما معلومات عن المضيف.                                                                                           | مارتا كوفال (الوجه) آرثور زكلر (الخلف)  | دار السكوك النمساوية                     | 072          | 04            | 110           |      |
| 1968  | غرونوبل، فرنسا                   | الوجه: ثلاث ندف ثلجية ووردة حمراء شعار غرونوبل ويحيطها معلومات عن المضيف. الخلف: رسمة معبرة عن كل لعبة. | روجر اسكوفن                             | دار سكوك باريس                           | 061          | 03.3          | 124           |      |
| 1972  | سابورو، اليابان                  | الوجه: رسوم تخطيطية في الثلوج الخلف: ندفة ثلج، الشمس والدوائر الاولمبية. الشكل: مربع بحواف متموجة. | ياغي كازومو (الوجه) إيكو تاناكا (الخلف) | مكتب السكوك في وزارة المالية             | 057.3 x 61.3 | 05            | 130           |      |
| 1976  | إنسبروك، النمسا                  | الوجه: الدوائر الألمبية وشعار انسبورك يحيطهما معلومات عن المضيف. الخلف: جبال الألب، بيرغيسل والشعلة الأولمبية.                                                                                                  | مارثا كوفال (الوجه) آرثور زكلر (الخلف)  | دار السكوك النمساوية                     | 070          | 05.4          | 164           |      |
| 1980  | ليك بلاسيد، الولايات المتحدة     | الوجه: الشعلة الالومبية محمول أمام جبال جبال آديونداك الخلف: كوز صنوبر وشعار ليك بلاسيد. | تبفاني وشركاه                           | شركة فن الميداليات                       | 081          | 06.1          | 205           |      |
| 1984  | سارييفو، يوغسلافيا               | الوجه: شعار اللعبة مع معلومات حولها. الخلف: رأس رياضي متوج بالغار. الشكل: دائري بداخ شكل مثلث كبير. | نيبويشا ميتريش                          | زاتارا مايدنبك وزافود زا إزدراو نوفشانكا | 71.1 x 65.1  | 03.1          | 164           |      |
| 1988  | كالغاري، كندا                    | الوجه: شعار اللعبة مع تفاصيل حواليها. الخلف: شخصين، الأول يرتدي تاج من الغار والثاني يرتدي قبعة تمثل كل اداوات التزلج.                                                                                          | فريدريش بيتر                            | جوستن                                    | 069          | 05            | 193           |      |
| 1992  | البرتفيل، فرنسا                  | الوجه: زجاج في المعدن تصور الدوائر الاولمبية أمام الجبال. الخلف: الجزء الخلفي للزجاج. | رينيه لاليق                             | رينيه لاليق                              | 092          | 09.1          | 169           |      |
| 1994  | ليليهامر، النروج                 | حجر احفوري مغطى جزئيا بالذهب. الوجه: الدوائر الاولمبية وعلومات عن المضيف. الخلف: معلومات عن اللعبة. | انغرد هانيفولد                          | ثي مارثنسون                              | 080          | 08.5          | 131           |      |
| 1998  | ناغانو، اليابان                  | الوجه: مصقولة بشكل جزئي مع شعار الدورة. الخلف: شعار الألعاب مع جبال شينشو. | تاكيشي إيتو                             | مركز كيسو كراشي للحرف                    | 080          | 08            | 261           |      |
| 2002  | سالت لايك سيتي، الولايات المتحدة | الوجه: رياضي حاملا الشعلة الاولبمية خارجا من اللهب. الخلف: نيكه حاملا ورقة النصر محاط بمعلومات عن اللعبة. Nike holding a victory leaf surrounded by event details الشكل: 3دائرة غير منظمة تشبه حجارة نهر يوتاه. | سكوت غيفن من أكسيوم للتصميم             | آو سي تانر                               | 085          | 10            | 567           |      |
| 2006  | تورين، إيطاليا                   | الوجه: رسوم للالعاب الخلف: رسم تخطيطي لاللعبة. الشكل: دائري مع فتحة في الوسط تمثل الساحات الإيطالية. | داريو كاتريني                           | أوتافياني                                | 107          | 10            | 469           |      |
| 2010  | فانكوفر، كندا                    | الوجه: لكل ميدالية لها تصميمها الفريد المؤلف من جزء لاعمال الامم الاولى الكندية. الخلف: شعار اللعبة وتفاصيل عنها. الشكل: دائري مع نتوءات على سطحها.                                                             | كورين هانت وعمر أربيل                   | دار السكوك الملكية الكندية               | 100          | 06            | 500–576       |      |
| 2014  | سوتشي، روسيا                     | الوجه: "كشكول يمثل مناطق مختلفة من روسيا. الخلف: اسم اللعبة مع شعار سوشي. | أداماس                                  | أداماس                                   | 100          | 10            | 460, 525, 531 |      |

## ميداليات المشاركين
من المعتاد ان يقدم مداليات وشهادات تقدير لجميع افراد الفرق المشاركة من اداريين وفنيين ورسميين والمتطوعين وكل من شارك في التخطيط والتنفيذ. ومثل الميداليات الرياضية، يختلف تصاميم هذه الميداليات مع كل دورة.

## تقديم الميداليات

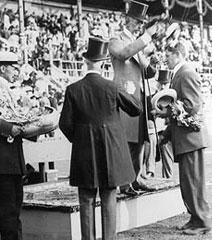
جيم ثورب يستلم ميدالية في الألعاب الأولمبية الصيفية 1912

قبل 1932، كانت توزع الميداليات في اليوم الأخير وخلال الحفل الختامي. كان يمر الفائزون، الذي عليهم أن يرتدوا بذلة رسمية، أمام المنصة الرسمية وكان القيمون يقلدوهم الميداليات واحد بعد الأخر. وفي عام 1931م، استعملت منصة النصر ذات الارتفعات الثلاثة: العليا للفائز بالمركز الأول، والمتوسطة العلو للفائز الثاني والمنخفضة للفائز الثالث. وفي دورة عام 1932م في الولايات المتحدة، قلدت ميدالات المسابقات التي حصلت في قاعة الكولويسيوم مباشرة بعد انتهاء المسابقة. اما المسابقات التي حصلت في القاعات الأخرى، كان الفائزون يحصلون على ميدالياتهم في اليوم التالي من المولوسيوم. وفي الدورات اللاحقة، وضعت منصة نصر في كل قاعة وكانت الميداليات توزع بعد انتهاء المسايقة مباشرة.
وأول مرة وضعت الميداليات حول العناق كان في دورة 1960م. وفي دورة أثينا لعام 2004م، حصل كل فائ عل» تاج غار بالإضافة للميدالية. وفي دورة ريو ديجينيرو 2016م، حصل الفائزين على تمثال خشبي يمثل شعار الدورة.

## معرض صور

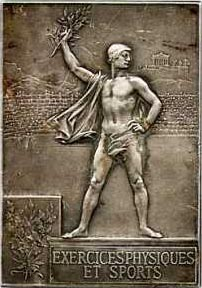
التصميم الخلفي لميدالية العاب 1900 الأولمبية في فرنسا، وهي الميدالية الوحيدة التي لم تكن مستديرة
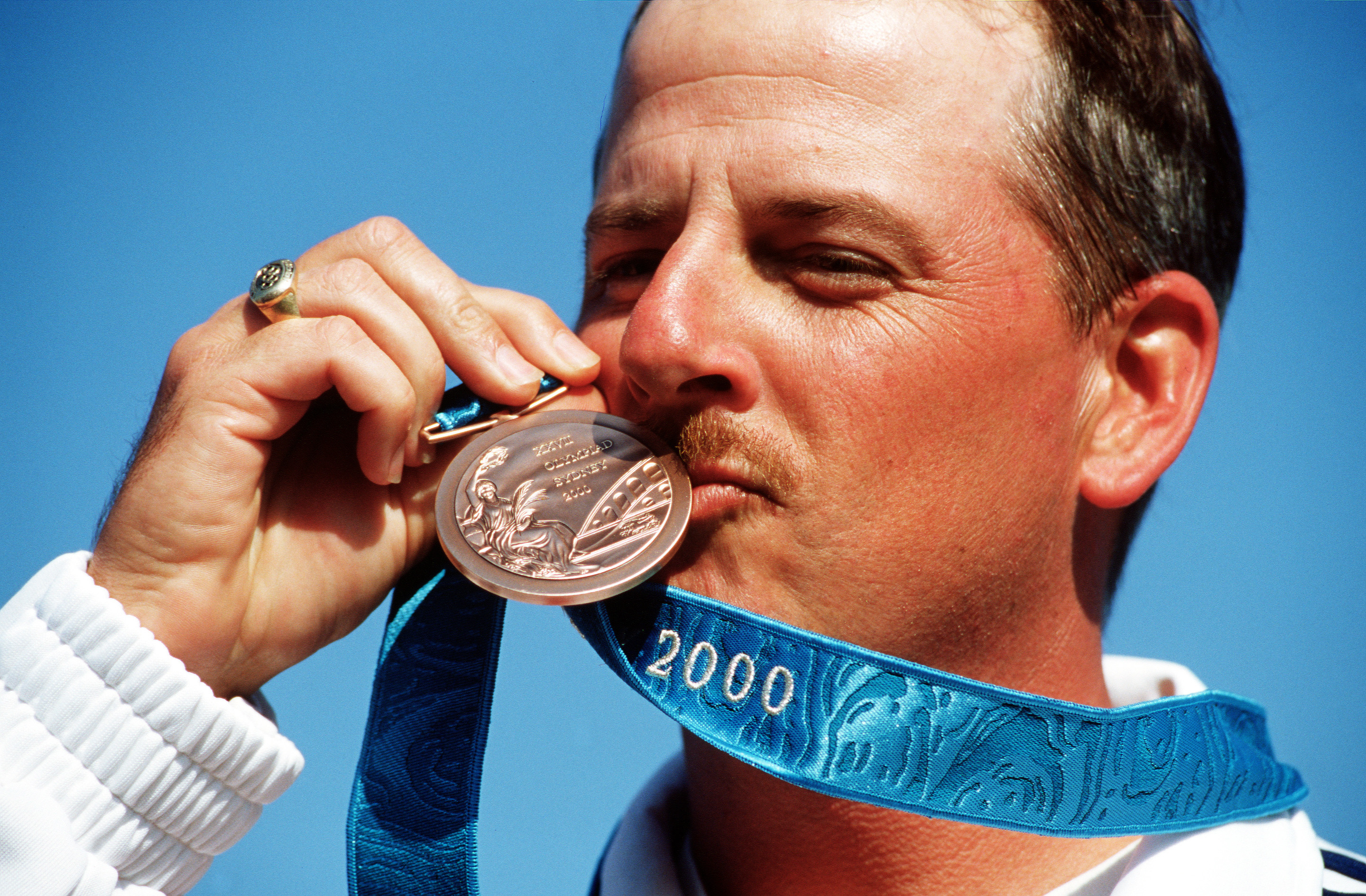
جيمس غرايفز يرتدي الميدالية البرونزية في دورة الألعاب الاولمبية الصيفية لعام 2000، الإصدار الأخير من تصميم قوس النصر.
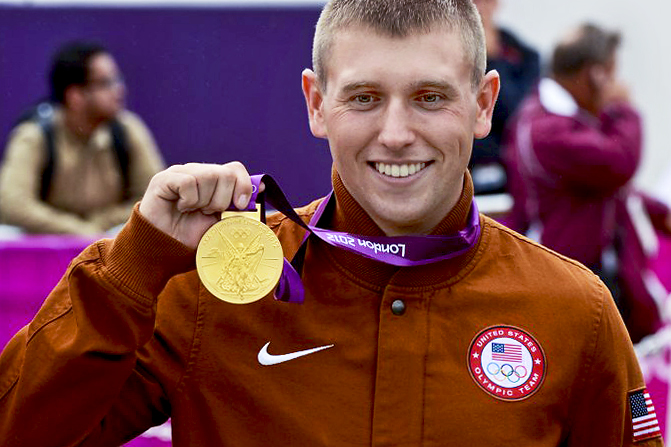
فنسنت هانكوك مع الميدالية الذهبية في دورة الألعاب الاولمبية الصيفية لعام 2012، أثقل ميدالية أولمبية حتى الآن
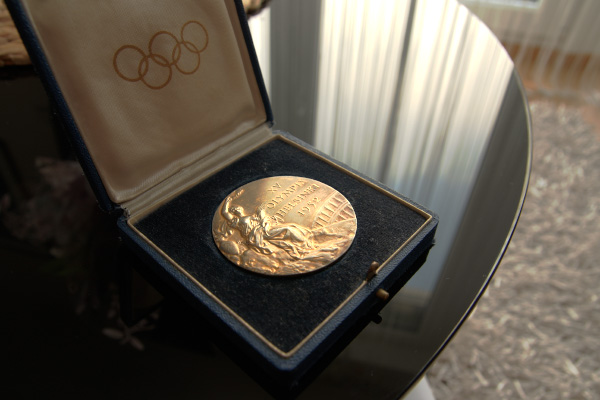
ميدالية ذهبية
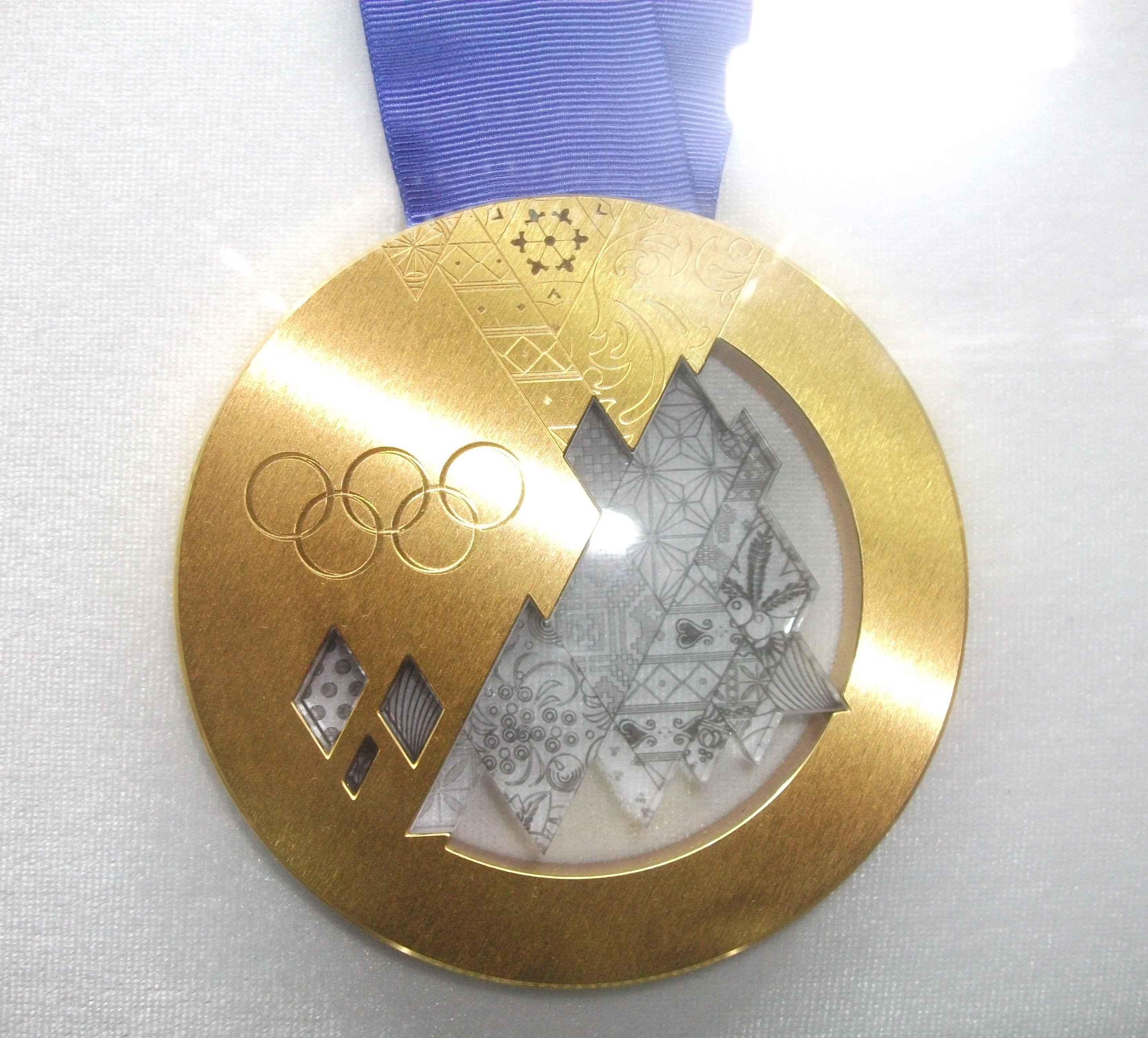
ميدالية دورة الألعاب الشتوية في سوشي في روسيا
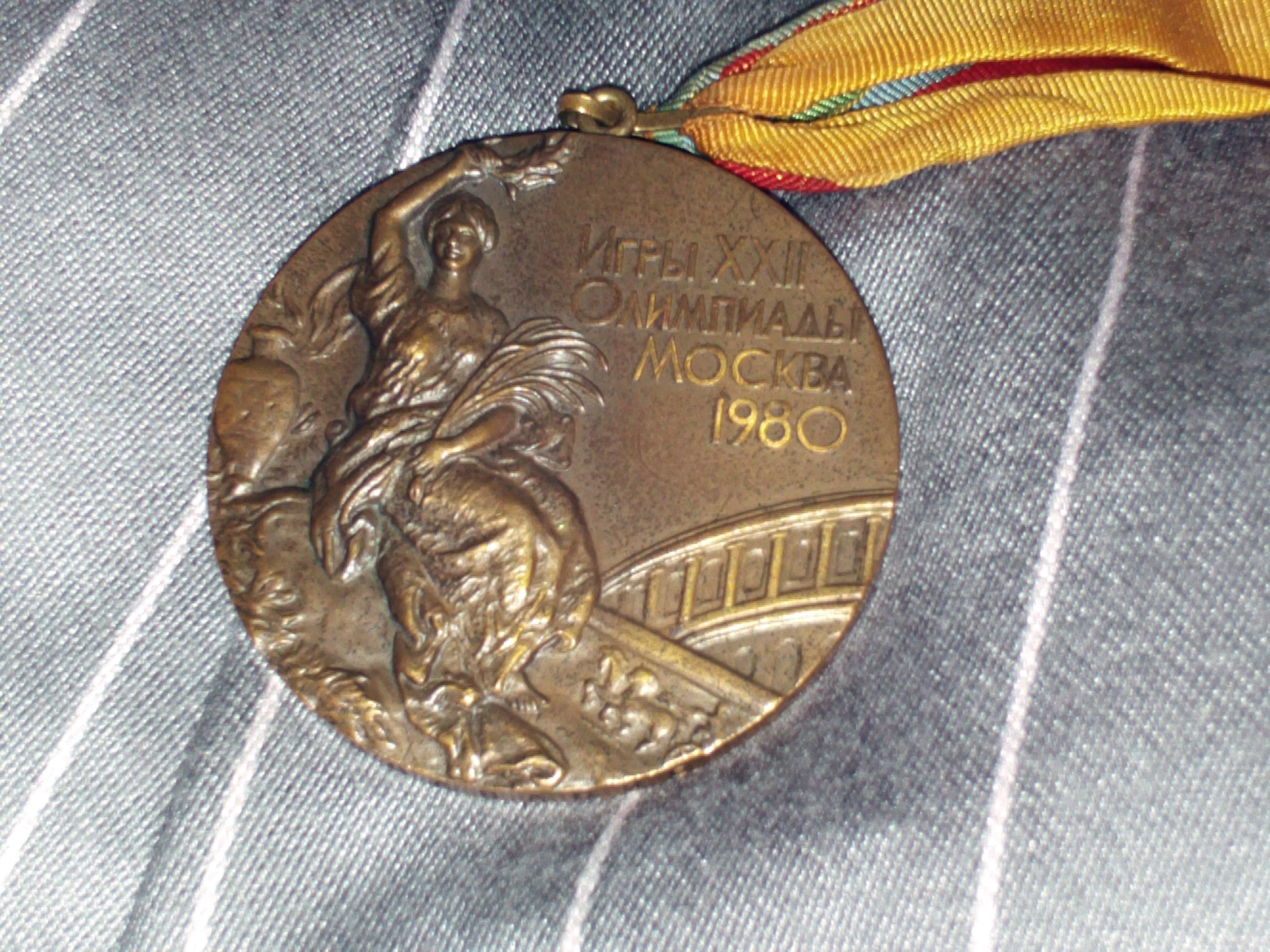
ميدالية برونزية لدورة 1980
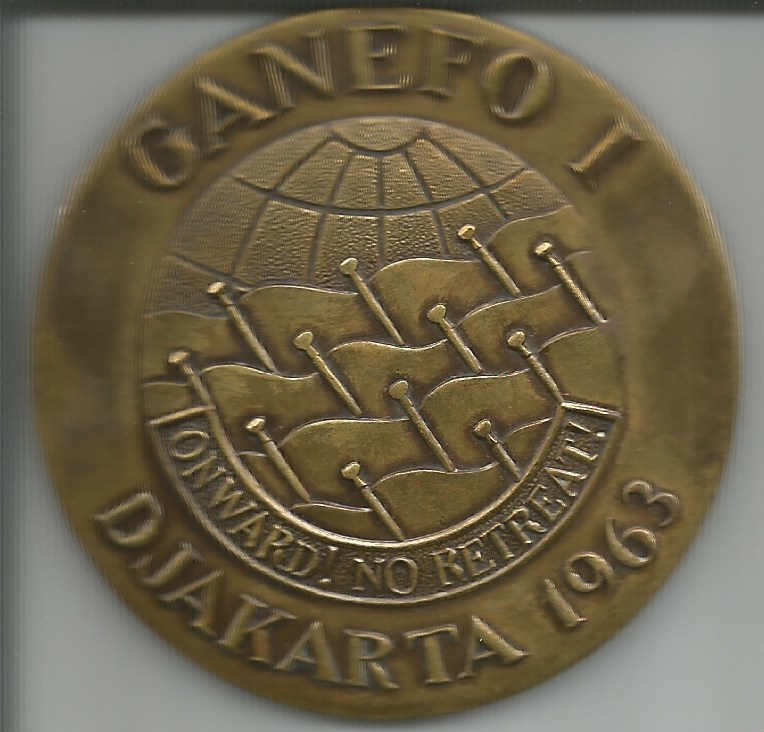
واجهة الميدالية البرونزية لدورة العاب جاكارتا
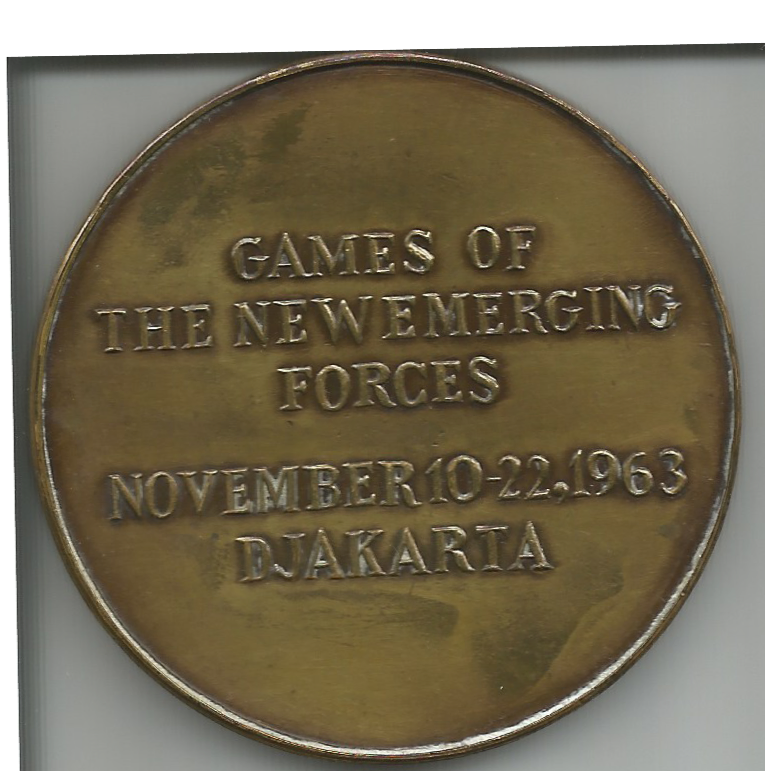
خلفية الميدالية البرونزية لدورة العاب جاكارتا
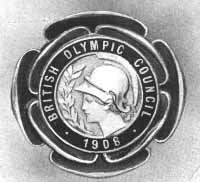
ميدالة دورة عام 1908

## للاستزادة
- دورة الألعاب الأولمبية
- جدول ميداليات الألعاب الأولمبية
- مايكل فيلبس السباحو الرجل الحائز على أكبر عدد ميداليات في العالم.
- لاريسا لاتينينا لاعبة الجمباز، المرأة الحائزة على أكبر عدد ميداليات في العالم.
- اللجنة الأولمبية الدولية.
- دبلوم أولمبي.
- قائمة المدن المستضيفة للألعاب الأولمبية
- جائزة وانغ يون داي للإنجاز

## مواقع خارجية
- مجموعة صور للميداليات الأولمبية - موقع بينترست